# قطار سریع‌السیر کازابلانکا
قطار سریع‌السیر کازابلانکا (انگلیسی: Casablanca Express) یک فیلم اکشن جنگی ایتالیایی به کارگردانی سرجو مارتینو است که در سال ۱۹۸۹ منتشر شد.

## بازیگران
- جیسون کانری در نقش آلن کوپر
- گلن فورد در نقش سرلشکر ویلیامز
- فرانچسکو کوئین در نقش سروان فرانکتی
- ژان سورل در نقش سرگرد والمور
- دونالد پلزنس در نقش سرهنگ بَتز
- دیوید براندن در نقش جیسن لوید
- جان اِوِنز در نقش وینستون چرچیل